# Secaucus (New Jersey)
Secaucus – miasto w Stanach Zjednoczonych, w stanie New Jersey, w hrabstwie Hudson. Według spisu ludności z roku 2010, w Secaucus mieszka 16 264 mieszkańców.